# Regelverk för fordonsbelysning
Reglerna för fordonsbelysning skiljer sig mellan olika länder, även för länder som följer ECE-reglemente 48..
Notera att denna sida endast innehåller ett litet urval av de lokala regler och förordningar som finns när det gäller fordonsbelysning. Dessutom kan informationen här vara inaktuell.

## Regelverk
Det förekommer ganska omfattande regelverk för fordon och deras belysning, dessa skiljer sig åt mellan länder och delstater. I detta stycke förekommer enstaka utdrag som kan vara av allmänt intresse.

### Australien

#### Dimljus
I Australien får dimljus (såväl dimstrålkastare som dimbakljus) användas endast när ett fordon körs i dimma eller under andra farliga väderförhållanden som ger upphov till begränsat siktförhållande. Denna lag dock skiljer sig åt i olika delstater.
T.ex.: I delstaten New South Wales får dimljus användas när siktförhållandet försämras, till exempel vid regn eller dimma, men även när det är mycket rök eller damm.

#### Varningslykta
Lokal förordning i Australien delar upp varningsljus i fyra prioritetsnivåer:
| Benämning      | Beskrivning                                     | Ljus             |
| -------------- | ----------------------------------------------- | ---------------- |
| Priority One   | Life and / or Serious Property Threat Emergency | Red, Blue, White |
| Priority Two   | High Risk Personal or Property Threat Emergency | Red              |
| Priority Three | Statutory Law Enforcement Emergency             | Magenta/Crimson  |
| Priority Four  | Potential Danger or Risk Emergency              | Amber/Yellow     |
| -              | Command Centre                                  | Green            |

### Finland
I Finland finns det vissa specifika regler.

#### Allmänna krav
Strålkastare skall ha vitt ljus framåt, men på fordon tagna i bruk före 1 oktober 1994 accepteras även gulskiftande ljus.

#### Extra helljus
Bilen får vara försedd med ett par extraljus (som räknas som helljus). Helljusstrålkastarnas sammanlagda referenstal får inte överstiga 100. Detta inkluderat de vanliga helljusstrålkastarna.

#### Dimljus
Dimljus får ge vitt eller gult ljus framåt och får användas utanför tätorter i dimma och annat slags dåligt väder. De får inte användas ensamma eller i kombination med varselljus eller halvljus.

### Sverige
Utdrag ur Trafikförordning (1998:1276) 3 kap. Bestämmelser för trafik med fordon: 
- 67§ Lyktor och strålkastare får inte användas på sådant sätt att andra förare kan bländas.

- 71§ Vid färd på väg med bil, motorredskap klass I, tung terrängvagn, motorcykel eller moped klass I får i stället för halvljus användas annat ljus som är tillräckligt för att uppmärksamma andra trafikanter på fordonet. Detta gäller dock inte vid färd under mörker, i gryning eller skymning eller när väderleksförhållandena eller andra omständigheter föranleder att halvljuset behöver vara tänt. I dimma och vid kraftig nederbörd får dimljus användas i stället för halvljus. Sådant ljus som avses i första stycket, dimljus eller halvljus får inte användas samtidigt. Förbudet gäller inte vid färd med motorcykel under dagsljus.

- 72§ Vid färd på väg får dimbakljus användas endast i dimma, vid kraftig nederbörd eller under därmed jämförliga siktförhållanden och på sådant sätt att förare av bakomvarande fordon inte bländas.

- 91§ Buss och lastbil vars längd överstiger sex meter, med undantag för chassier för bussar eller lastbilar som inte är färdigbyggda, skall ha sidomarkeringslykta/-lyktor som avger orangegult ljus åt sidan. Buss av 1972 eller tidigare års modell får även ha endast en sidomarkeringslykta. Släpvagn skall ha sidomarkeringslykta/-lyktor som avger orangegult ljus åt sidan.

I vissa fall kan det vara önskvärt med dimljus bakåt samtidigt som halvljus är önskvärt framåt, t.ex. vid snörök. Detta kan dock innebära att man då riskerar att bryta mot 71§ som anger att dimljus och halvljus inte får användas samtidigt eftersom vissa bilar är konstruerade för att dimljus framåt måste vara tända för att dimljus bakåt skall fungera. Detta är en brist hos många moderna fordon, men den som är elektriskt kunnig kan i många fall åtgärda detta.
För att få användas i trafik måste lyktan som används vara E-godkänd.
Det finns inga begränsningar bortsett från E-godkännande och att de endast får användas tillsammans med helljus när det gäller extraljus.

#### Dimstrålkastare
Dimstrålkastarna får i dagsljus alltid användas i stället för halvljus men aldrig tillsammans med detta (gäller ej motorcykel, där halvljus och dimljus får användas tillsammans under dagsljus). Bötesbeloppet för att bryta mot detta ligger på 500 kronor (maj 2007). I mörker får dimstrålkastarna endast användas vid nedsatt sikt, såsom vid dimma eller kraftig nederbörd, och även då utan halvljus. Om inga siktproblem föreligger får endast halvljus användas. Förbudet för användande av halvljus och dimstrålkastare tillsammans infördes år 1995 med anledning av att det bländar och ger mötande trafik kortare siktsträcka enligt en forskningsrapport från VTI.
De svenska reglerna för montering av dimstrålkastare följer EU:s och lyder som följer; dimljusen ska monteras i par, symmetriskt och måste sitta fast ordentligt, så de inte vibrerar. Vidare ska de placeras högst 40 centimeter in från ytterkanten av bilen och sitta minst 25 centimeter upp från vägbanan, dock får de inte monteras högre än huvudstrålkastarna. Dimstrålkastarna ska luta nedåt minst två procent, för att inte blända mötande fordon, något som bilprovningen kontrollerar vid besiktningen.
Vid regnvåta vägbanor i skymning och mörker är bländning av medtrafikanter ett problem som dimljus dras med då de speglas i vägbanan nära ljuskällan. Detta är orsaken till formuleringen i 71§. Även när det är kraftigt mulet och regnvåta vägbanor kan detta vara ett problem.
Formuleringen i 71§ anger att dimstrålkastarna kan ha samma funktion som varsellyktor i dagsljus med klar sikt. Notera dock att de inte får användas i kombination med halvljus.

#### Dimbaklykta
Dimbaklykta får enligt Trafikförordningen användas endast vid nedsatt sikt i form av dimma, kraftig nederbörd eller liknande förhållanden på ett sätt som inte bländar medtrafikanter. En tumregel för användning kan vara att om man upplever svårigheter att se framförvarande fordon eller att siktsträckan är nedsatt så att eventuellt framförvarande fordon skulle vara svårt att se på grund av nederbörd kan man överväga att tända dimbaklyktan.
I Sverige är dimbakljus ej obligatorisk utrustning. Om ett fordon har dimbakljus, måste dock en kontrollampa för detta finnas.
Dimbaklykta skall ha en intensitet av 150 till 300 candela och varamonterade minst 10cm från närmaste bromslykta.

#### Fjärrstrålkastare
Kategoriseras i lagen som Helljusstrålkastare. 

#### Kurvstrålkastare
Kategoriseras i lagen som Helljusstrålkastare. 

#### Varningslykta
Ur VVFS 1994:38:
Lyktor som avger orangegult ljus och som är särskilt anordnade som varningsanordningar (varningslyktor) får användas på fordon

a)       i väghållningsarbete eller liknande arbete
b)       vid bärgning och transport av bärgat fordon
c)       i samband med fordonskontroll eller motsvarande
d)       vid olycksplats eller motsvarande
e)       när fordonsbredden inklusive utrustning eller redskap överstiger 3 meter
f)       när varningslykta föreskrivits som särskilt villkor för färd på väg
g)       i andra med a‑f jämförliga fall

Varningslykta får användas endast om det behövs för att varna andra för att fordonet på grund av verksamheten eller förhållandena måste ställas upp eller föras så att det kan utgöra hinder eller fara för övrig trafik.

## USA
USA har ett eget regelverk för fordonsbelysning: Federal Motor Vehicle Safety Standard 108. Dessutom tillkommer lagar för olika delstater.